# Stanisław Rabiej (fizyk)

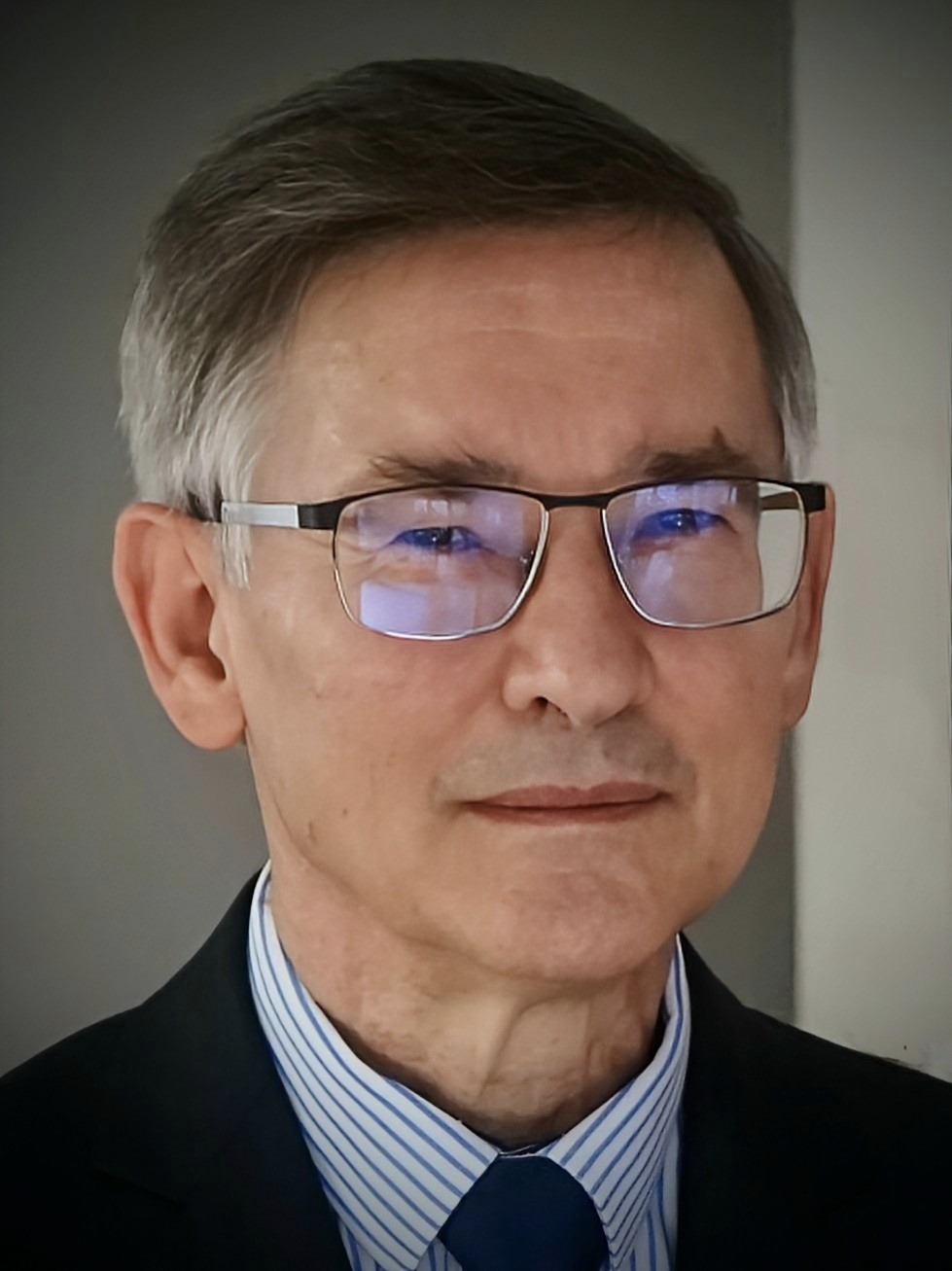
Profesor Stanisław Rabiej

Stanisław Rabiej (ur. 24 listopada 1953, zm. 15 lipca 2024) - polski fizyk, profesor dr hab. inż., wieloletni wykładowca fizyki na Akademii Techniczno-Humanistycznej (obecnie Uniwersytecie Bielsko-Bialskim), uznany naukowiec i specjalista w dziedzinie fizyki polimerów.

## Życiorys
Stanisław Rabiej ukończył studia w 1977 roku na kierunku Fizyka Techniczna na Wydziale Matematyczno-Fizycznym Politechniki Śląskiej.  Doktorat w dziedzinie nauk technicznych obronił w 1986 roku na Politechnice Łódzkiej. W 2004 roku uzyskał z wyróżnieniem stopień doktora habilitowanego nauk technicznych. Tytuł profesora otrzymał 25 czerwca 2019 roku. 
Odbył kilka staży naukowych, w tym: w  Wielkiej Brytanii - na University of Stratclyde w Glasgow oraz w Centrum Synchrotronowym Daresbury,  w Belgii - na Catholic University of Leuven, w Niemczech w Centrum Synchrotronowym DESY w Hamburgu. 
Od 2005 roku sprawował funkcję Kierownika Zakładu Fizyki i Badań Strukturalnych w Instytucie Inżynierii Tekstyliów i Materiałów Polimerowych ATH. W kadencjach 2008-2012 i 2012-2016 pełnił funkcję prodziekana ds. nauki na Wydziale Inżynierii Materiałów, Budownictw i Środowiska ATH. W latach 2007-2020 był członkiem Komitetu Nauki o Materiałach Polskiej Akademii Nauk a w latach 2011-2020 członkiem Komitetu Krystalografii Polskiej Akademii Nauk. Od 2010 roku był Przewodniczącym Komitetu Organizacyjnego Międzynarodowej Konferencji Naukowej, X-Ray Investigations of Polymer Structure (XIPS).
Profesor Stanisław Rabiej zajmował się badaniem polimerów metodami małokątowego i szerokokątowego rozpraszania promieniowania rentgenowskiego (SAXS i WAXS) oraz zastosowaniem tych metod w badaniach struktury i przemian fazowych w materiałach polimerowych w czasie rzeczywistym z wykorzystaniem promieniowania synchrotronowego. Wyniki jego badań opublikowane zostały w 4 monografiach oraz kilkudziesięciu (ok. 90) publikacjach naukowych w polskich i zagranicznych czasopismach. 

## Odznaczenia
- Brązowy Krzyż Zasługi[1]
- Odznaka "Zasłużony dla Politechniki Łódzkiej"[1]
- Odznaka "Zasłużony dla Akademii Techniczno-Humanistycznej"[1]